# Santander, Cantabria
Santander là một thành phố cảng biển và là thủ phủ của cộng đồng tự trị Cantabria ở bờ biển phía bắc của Tây Ban Nha giữa Asturias (phía tây) và Xứ Basque (phía đông). Dân số năm 2007 khoảng 184.000 người.

## Dân số
| 1981    | 1986    | 1991    | 1996    | 2000    | 2004    | 2006    |
| ------- | ------- | ------- | ------- | ------- | ------- | ------- |
| 180 328 | 186 145 | 191 079 | 185 410 | 184 264 | 183 799 | 183 955 |

## Hình ảnh

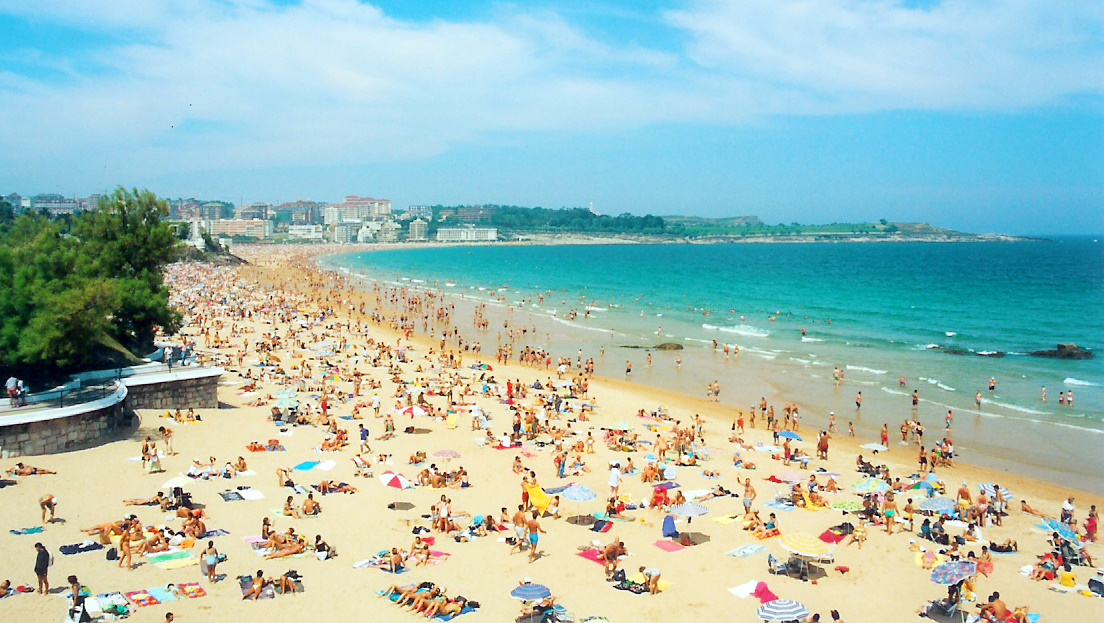
El Sardinero
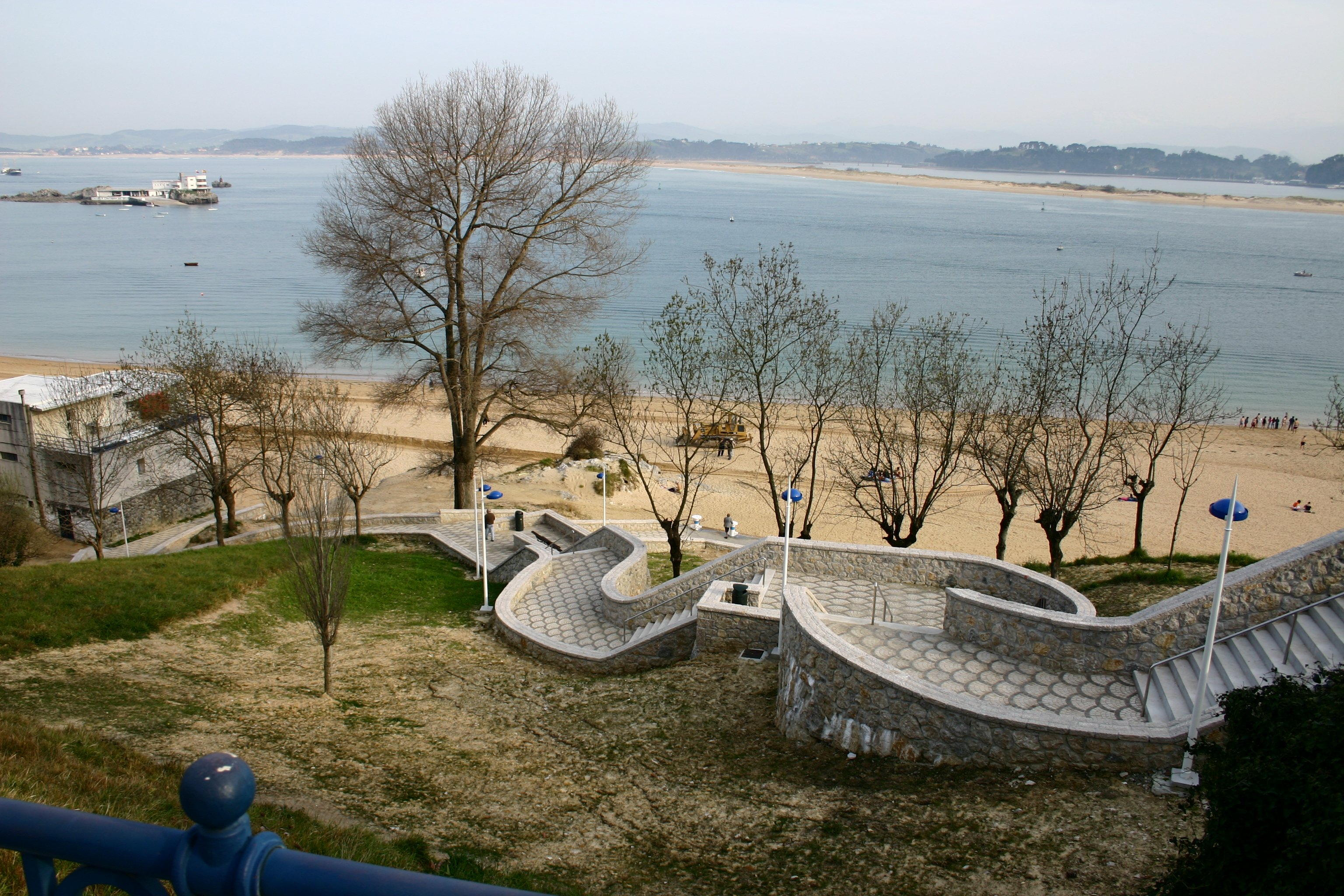
La Magdalena
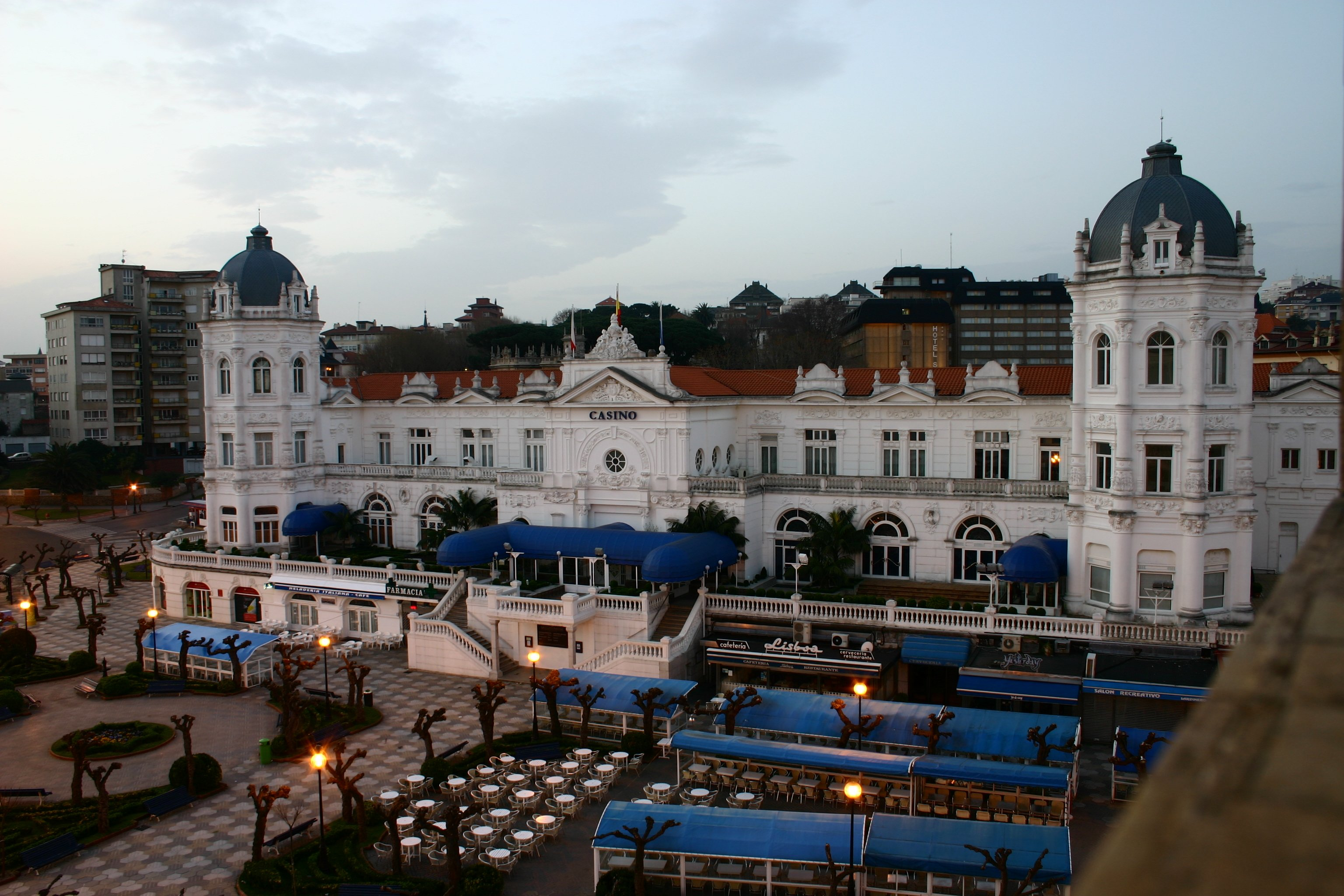
Casino
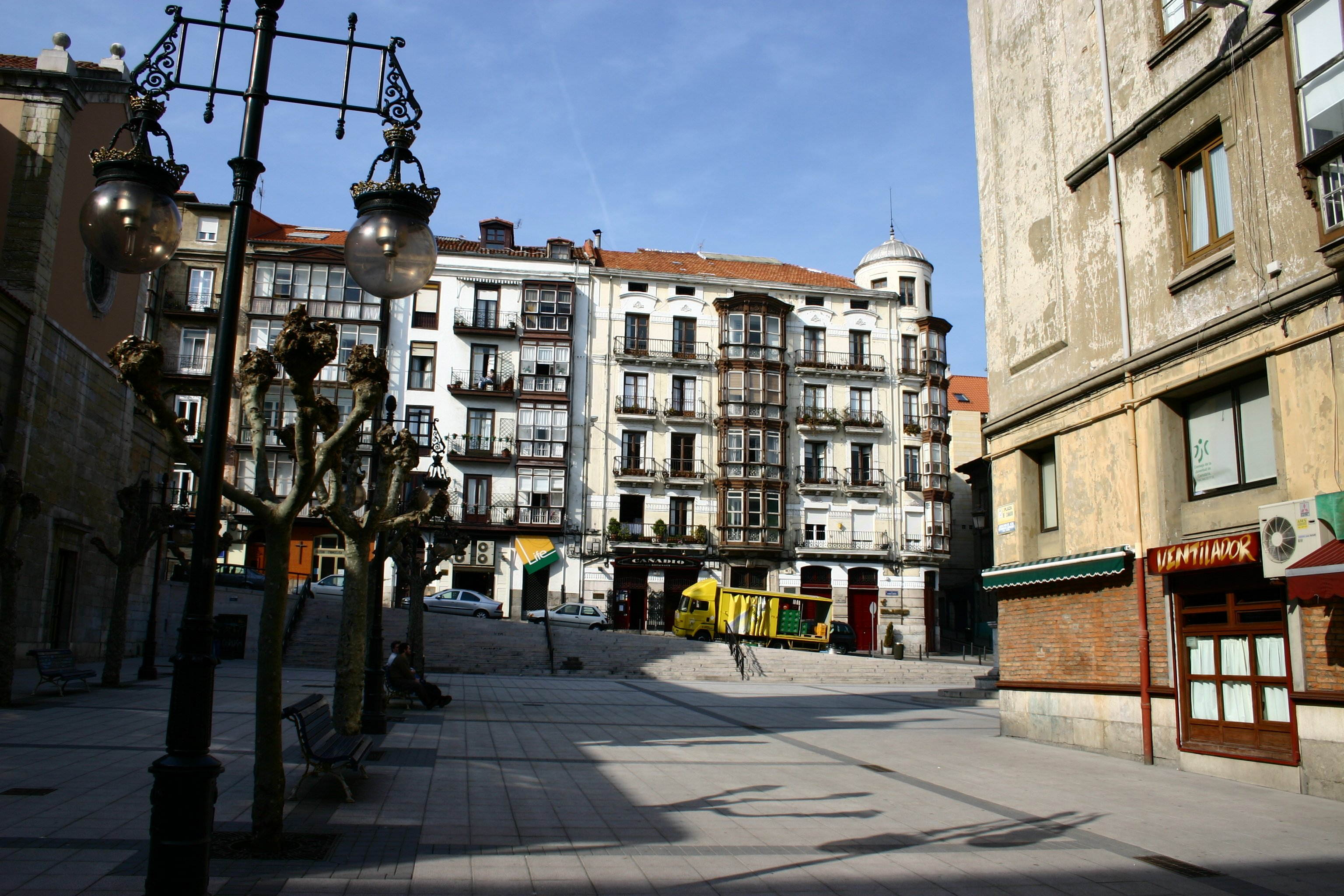
Plaza de Cañadío

## Giáo dục
- Đại học Cantabria là một đại học lớn ở Cantabria.
- Universidad Internacional Menéndez Pelayo (UIMP) là trường đại học chuyên dạy cho người nước ngoài tiếng Tây Ban Nha và văn hóa của Tây Ban Nha.